# باشگاه فوتبال پایده لینامیسکوند
باشگاه فوتبال پایده لینامیسکوند (به استونیایی: Paide Linnameeskond) باشگاهی در شهر پایده، استونی است.
این باشگاه در سال ۱۹۹۰ میلادی تأسیس شده است.